# Gymnopternus cupreus
Gymnopternus cupreus är en tvåvingeart som först beskrevs av Carl Fredrik Fallén 1823.  Gymnopternus cupreus ingår i släktet Gymnopternus, och familjen styltflugor. Arten är reproducerande i Sverige.